# 정용국
정용국(1977년 2월 24일 ~ )은 대한민국의 희극 배우이다.

## 학력
- 동서울대학교 기계과

## 출연 작품

### 영화
- 《미스터 주부퀴즈왕》 (2005년) - 토크쇼 패널 역.

### 드라마 & 시트콤
- 《개인의 취향》 - 인희의 맞선남 역. (MBC, 2010년)

### 방송
- 《폭소클럽 1》 (KBS2)
- 《코미디하우스》 (MBC)
- 《퀴즈야 놀자》 (SBS)
- 《웃찾사 시즌 1》 (SBS)
- 《톡 드라마 D-day》 (코미디TV)
- 《개그서바이벌》 (MBC Every1)
- 《모닝와이드》 (SBS)
- 《생방송 투데이》 (SBS)
- 《아이비클럽 FIFA06 스쿨리그》 (퀴니)
- 《하땅사》 (MBC)
- 《개그투나잇》 (SBS)
- 《런닝맨》 (SBS)
- 《웃찾사 시즌 2》 (SBS)
- 《배성재의 텐》(SBS 라디오 파워FM)

## 수상 내역
- 2007년 SBS 방송연예대상 남자부문 코미디스타상
- 2000년 MBC 신인 개그맨 금상